# NGC 326
NGC 326 je galaksija u zviježđu Ribe.

## Vanjske poveznice
- SEDS: NGC 326